# Selenia dolichobalia
Selenia dolichobalia là một loài bướm đêm trong họ Geometridae.